# St. Clair (Michigan)
Pour les articles homonymes, voir St. Clair.
St. Clair est une ville du comté de Saint Clair (Michigan), aux États-Unis. Sa population est évaluée à 5 485 habitants par le recensement des États-Unis de 2010.
La ville est située sur les rives de la rivière Sainte-Claire, près du bord sud-est du canton de St. Clair (en).

## Géographie
Selon le Bureau du recensement des États-Unis, la ville couvre une superficie de 3,61 milles carrés (9,35 km2), dont 2,93 milles carrés (7,59 km2) de terres et 0,68 milles carrés (1,76 km2) d'eau. Elle est située dans le « pouce » du Michigan.

## Source
- (en) Cet article est partiellement ou en totalité issu de l’article de Wikipédia en anglais intitulé « St. Clair, Michigan » (voir la liste des auteurs).